# Richard Hastings
Richard Cory Hastings (Prince George, Columbia Británica, Canadá, 18 de mayo de 1977) es un exfutbolista canadiense. Jugó como defensa. 

## Selección nacional
Ha sido internacional con la selección de fútbol de Canadá, disputó 59 partidos internacionales y marcó un gol. Fue campeón de la Copa de Oro de la Concacaf 2000 con su país. Además, anotó el gol de oro en el triunfo 2-1 ante México en los cuartos de final y posteriormente la clasificación a las semifinales del torneo. Participó en la Copa FIFA Confederaciones 2001. También jugó la Copa de Oro en 2002, 2003, 2007 y 2009.

### Participaciones en la Copa de Oro de la Concacaf
| Copa                            | Sede                   | Resultado        |
| ------------------------------- | ---------------------- | ---------------- |
| Copa de Oro de la Concacaf 2000 | Estados Unidos         | Campeón          |
| Copa de Oro de la Concacaf 2002 | Estados Unidos         | Tercer puesto    |
| Copa de Oro de la Concacaf 2003 | Estados Unidos/ México | Primera fase     |
| Copa de Oro de la Concacaf 2007 | Estados Unidos         | Semifinales      |
| Copa de Oro de la Concacaf 2009 | Estados Unidos         | Cuartos de final |

### Participaciones en la Copa FIFA Confederaciones
| Copa                           | Sede  | Resultado    |
| ------------------------------ | ----- | ------------ |
| Copa FIFA Confederaciones 2001 | Japón | Primera fase |

## Clubes
| Club                 | País         | Año         |
| -------------------- | ------------ | ----------- |
| Nairn County         | Escocia      | 1993 - 1994 |
| Inverness Caledonian | Escocia      | 1994 - 2001 |
| Ross County          | Escocia      | 2001 - 2002 |
| Grazer AK            | Austria      | 2002 - 2003 |
| MVV Maastricht       | Países Bajos | 2003 - 2004 |
| Inverness Caledonian | Escocia      | 2004 − 2009 |
| Hamilton Academical  | Escocia      | 2009 − 2010 |
| Brora Rangers        | Escocia      | 2012 − 2013 |